# مارتن آلوند
مارتن آلوند (بالإسبانية: Martín Alund)‏ (ولد في 25 ديسمبر 1985، في ميندوزا, الأرجنتين). هو لاعب كرة مضرب محترف.